# Courry
Courry é uma comuna francesa na região administrativa de Occitânia, no departamento de Gard. Estende-se por uma área de 8,22 km². Em 2010 a comuna tinha 285 habitantes (densidade: 34,7 hab./km²).